# Hōjō Tokiyuki
Hōjō Tokiyuki est un nom japonais traditionnel ; le nom de famille (ou le nom d'école), Hōjō, précède donc le prénom (ou le nom d'artiste).
Hōjō Tokiyuki (北条 時行, mort le 21 juin 1353) est un samouraï attaché au clan Hōjō, qui combat tantôt pour et tantôt contre la cour impériale.

## Biographie
Son père est Hōjō Takatoki, dernier shikken (régent) et maître de facto  du shogunat Kamakura. Tokiyuki combat contre les forces impériales et celles des Ashikaga afin de sauver le shogunat de Kamakura, sur lequel son clan a la main haute depuis plus d'un siècle. Après le siège de Kamakura de 1333, le seppuku de son père et la destruction presque complète de sa famille, il s'enfuit vers la province de Shinano et la résidence de Suwa Yorishige, où il regroupe une armée avec laquelle faire son retour et tenter de reprendre le pouvoir. Il entre de nouveau à Kamakura en 1335, forçant Ashikaga Tadayoshi à fuir avant qu'il ne soit lui-même contraint de fuir par Ashikaga Takauji, frère ainé de Tadayoshi et futur shogun.
Peu de temps après sa défaite, Tokiyuki demande à être gracié par l'empereur Go-Daigo et entre officiellement au service de la cour du Sud, combattant sous le commandement de Kitabatake Akiie, plus tard prince Munenaga. Il participe également à la reprise de Kamakura en 1352, commandée par Nitta Yoshioki. Toutefois, lorsque Nitta est poursuivi par Ashikaga Takauji et cherche refuge dans la province d'Echigo, Tokiyuki fuit vers la province de Sagami, où il est découvert et décapité par les forces loyales aux Ashikaga.

## Source de la traduction
- (en) Cet article est partiellement ou en totalité issu de l’article de Wikipédia en anglais intitulé « Hōjō Tokiyuki » (voir la liste des auteurs).